# Rally-VM 1994
Rally-VM 1994 kördes över 10 omgångar. Didier Auriol tog sin enda VM-titel och Toyotas sista förartitel.

## Delsegrare
| Rally               | Vinnare           | Märke  |
| ------------------- | ----------------- | ------ |
| Monte Carlo-rallyt  | François Delecour | Ford   |
| Portugisiska rallyt | Juha Kankkunen    | Toyota |
| Safarirallyt        | Ian Duncan        | Toyota |
| Korsikanska rallyt  | Didier Auriol     | Toyota |
| Akropolisrallyt     | Carlos Sainz      | Subaru |
| Argentinska rallyt  | Didier Auriol     | Toyota |
| Nyzeeländska rallyt | Colin McRae       | Subaru |
| Finska rallyt       | Tommi Mäkinen     | Ford   |
| Sanremorallyt       | Didier Auriol     | Toyota |
| Brittiska rallyt    | Colin McRae       | Subaru |

## Slutställning
| Plats | Förare         | Märke  | Poäng |
| ----- | -------------- | ------ | ----- |
| 1     | Didier Auriol  | Toyota | 116   |
| 2     | Carlos Sainz   | Subaru | 99    |
| 3     | Juha Kankkunen | Toyota | 93    |
| 4     | Colin McRae    | Subaru | 49    |
| 5     | Bruno Thiry    | Ford   | 44    |
| 6     | Miki Biasion   | Ford   | 42    |